# Котар, Александр Петрович
Александр Петрович Котар (8 сентября 1913, Брянск — 20 июля 1985, Смоленск) — генерал-майор Советской Армии, участник трех войн.

## Биография
Александр Котар родился 8 сентября 1913 года в Брянске. Окончил семь классов школы и железнодорожный техникум. В 1935 году Котар был призван на службу в Рабоче-крестьянскую Красную Армию. Окончил школу младших командиров и военное училище, после чего был направлен на службу в органы государственной безопасности. Участвовал в боях советско-финской, Великой Отечественной и советско-японской войн, был трижды ранен.
В 1954 году Котар окончил Военно-политическую академию. С 1960 года служил в Смоленске, занимал должность начальника отдела контрразведки КГБ СССР по 50-й ракетной армии. В 1972 году в звании генерал-майора госбезопасности Котар был уволен в запас. Проживал в Смоленске, работал ответственным секретарём, заместителем председателя Смоленского областного отделения Всероссийского общества охраны памятников истории и культуры. Умер 20 июля 1985 года, похоронен на Братском кладбище Смоленска.
Почётный сотрудник госбезопасности. Также был награждён двумя орденами Красного Знамени, двумя орденами Отечественной войны 1-й степени, орденом Отечественной войны 2-й степени, двумя орденами Красной Звезды, рядом медалей.